# Stegna
Stegna (Duits: Steegen) is een plaats in het Poolse district  Nowodworski (Pommeren), woiwodschap Pommeren. De plaats maakt deel uit van de gemeente Stegna en telt 1978 inwoners.

## Verkeer en vervoer
- Station Stegna Morska
- Station Stegna PKS

## Bezienswaardigheden
- Heilig Hartkerk (Stegna)